# Casa de la Moneda
La Casa de la Moneda est une institution publique argentine chargée d'imprimer les billets de banques, de frapper la monnaie, et d'imprimer des différents documents officiels comme les passeports argentins. Son siège est situé à Buenos Aires.

## Histoire
La Casa de la Moneda est fondée en 1875.
En octobre 2024, la Banque centrale d'Argentine met un terme aux contrats d'impression de billets de banque qu'elle a avec la Casa de la Moneda. Au cours de l'année 2024, la Banque centrale d'Argentine s'était fournie chez des fournisseurs étrangers notamment chinois ou américains. Cette décision intervient dans un contexte marquée par d'importantes privatisations et restrictions budgétaires du gouvernement Milei, qui réfléchit à soit fermer, soit restructuré, soit vendre la Casa de la Moneda.